# Ana Briones Alonso
Ana María Briones Alonso (Madrid, 1972) és una científica espanyola especialitzada en el camp de la medicina, en concret investiga les causes i mecanismes implicats en les malalties cardiovasculars i hipertensió arterial.

## Carrera professional
Ana Briones desenvolupa la seva recerca en el departament de Farmacologia i Terapèutica de la facultada de Medicina de la Universitat Autònoma de Madrid, on realitza també anàlisi dels medicaments que actualment s'usen en tractament per poder valorar la seva eficiència, al mateix temps que experimenta amb altres possibles fàrmacs que puguin ser d'ús comú més endavant.
Forma part del grup de recerca dirigit per la doctora Mercedes Salaices, catedràtica del Departament de Farmacologia de la Universitat Autònoma de Madrid i directora del Grup de Recerca “Fisiologia i Farmacologia Vascular” del IdiPAZ, així com Acadèmica Corresponent de la Reial Acadèmia Nacional de Farmàcia (RANF), constituït per investigadors situats en la Facultat de Medicina de la Universitat Autònoma de Madrid, a l'Hospital Universitari La Pau i en la Facultat de Ciències de la Salut de la Universitat Rei Juan Carlos, així com per col·laboradors de la Xarxa de Recerca Cardiovascular (RIC) i d'altres centres de recerca tan nacionals com a estrangers. El grup investiga fonamentalment:
- Estrès oxidatiu, productes derivats de la COIX i la seva interrelació en l'estudi de la funció i remodelat vasculars. Canvis en patologies cardiovasculars
- Teixit adipós i alteracions vasculars en patologies cardiovasculars.

Al novembre del 2010 va ser guardonada, al costat de quatre científiques més (Isabel Lastres Becker, Elena Ramírez Parra, Mercedes Vila i Maria Antonia Herrero), amb el Premi L'oreal – UNESCO “Per les dones en la Ciència”, amb una dotació de 15000 € amb la qual es vol premiar la labor de recerca que realitzen dones de menys de 40 anys per donar suport al paper de la dona en la ciència, reconèixer-ho i ajudar a la conciliació de la vida laboral i familiar.